# Olaf Schenk
Olaf Schenk (* 1974 in Berlin-Rudow) ist ein deutscher Politiker (CDU). Seit 2023 ist er Mitglied des Abgeordnetenhauses von Berlin.

## Leben
Schenk wuchs in Berlin-Rudow auf, wo er bis heute lebt. 1993 legte er das Abitur ab. Anschließend leistete er Wehrdienst. Daraufhin absolvierte er eine Berufsausbildung zum Kfz-Mechatroniker. 2001 legte er die Meisterprüfung ab.

## Politik
Schenk ist seit 1991 Mitglied der CDU. Von 2013 bis 2023 war er Mitglied der Bezirksverordnetenversammlung Berlin-Neukölln.
Schenk kandidierte bei der Wahl zum Abgeordnetenhaus von Berlin 2021 im Wahlkreis Neukölln 6, verfehlte jedoch den Einzug ins Abgeordnetenhaus. Bei der Wiederholungswahl 2023 konnte er das Direktmandat im Wahlkreis Neukölln 6 gewinnen und zog ins Abgeordnetenhaus ein. Er setzte sich dabei unter anderem gegen die amtierende Regierende Bürgermeisterin Franziska Giffey durch.